# Zbylutów
Zbylutów (niem. Deutmannsdorf, po wojnie przejściowo Godynisz) – wieś w Polsce położona w województwie dolnośląskim, w powiecie lwóweckim, w gminie Lwówek Śląski, na Pogórzu Kaczawskim w Sudetach.

## Podział administracyjny
W latach 1975–1998 miejscowość administracyjnie należała do województwa jeleniogórskiego.

## Demografia
Liczba ludności w latach 1786–2011.

## Historia
Niemiecka nazwa wsi brzmiała Deutmannsdorf. Urzędową nazwą polską do roku 1947 był Henryków. Pochodzenie osady jest związane ze znajdującymi się w okolicy kopalniami złota i szlakiem handlowym. Powstanie osady datuje się na 1217 rok. W XIII w. Zbylutów należał do kasztelanii lwóweckiej. 27 września 1223, wraz z sąsiednimi Skorzynicami, książę Henryk I Brodaty podarował wioskę klasztorowi trzebnickiemu. W 1448 r. Konrad Nimptsch przekazał Zbylutów w testamencie kościołowi w Lwówku Śląskim w zamian za coroczne odprawianie mszy św. „Salve Regina”. W 1567 r. w rezultacie zarazy zmarło wielu mieszkańców. 12 września 1706 nocował w tutejszej sołtysówce król Szwecji Karol XII, a 27 listopada 1756 król pruski Fryderyk II Wielki. Od 1874 r. wieś była siedzibą Amtsbezirk Deutmannsdorf, a w latach 1945–1954 siedzibą gminy Zbylutów.

## Położenie
Wieś otoczona jest z dwóch stron lasem i połączona z Chmielnem i Skorzynicami.

## Zabytki
Do wojewódzkiego rejestru zabytków wpisane są:
- kościół parafialny pw. Wniebowzięcia Najświętszej Marii Panny, z połowy XIII wieku, XV w., XIX w. Kwadratowe prezbiterium z późnoromańską absydą ze sklepieniem krzyżowo-żebrowym z XIV w. Kościół został przebudowany w 1492 r. w stylu późnogotyckim. Dobudowano wtedy wieżę, a nawa została przykryta sklepieniem gwiaździstym.
- dom nr 31, murowano-drewniany, z 1835 r.

inne zabytki:
- cmentarz
- krzyż kamienny z aureolą; wystawiony według legendy w celu pokuty za zamordowanie kilkudziesięciu gości weselnych

## Edukacja i gospodarka
We wsi znajdują się:
- szkoła podstawowa
- ośrodek zdrowia
- trzy sklepy spożywczo-przemysłowe
- warsztat samochodowy
- LPG
- piekarnia, istniała do roku 1991.

## Znane osoby związane z miejscowością
- Peter Palitzsch – ur. w Zbylutowie, reżyser teatralny
- Gerhard Strack – ur. w Zbylutowie, polityk SPD.